# Giovanni di Eschenden
Giovanni di Eschenden, in inglese John of Eschenden o John de Estwode, latinizzato come Johannes Eschuid o Eschuidus (... – XIV secolo), è stato un astrologo inglese del XIV secolo, attivo intorno al 1336-1365.
Fu tra coloro che applicarono i metodi astrologici all'Apocalisse. La reputazione di Eschenden fu assicurata dalla pubblicazione del 1489 della Summa astrologiae judicialis (Summa Anglicana), a lui attribuita.

## Opere
- Summa astrologiae iudicialis de accidentibus mundi, quae anglicana vulgo nuncupatur, Johannis Eschuid viri anglici eiusdem scientiae astrologiae peritissimi. Opera quoque et cura diligenti qua fieri potuit Iohannis Lucilii Sanctiter helbronnensis germani. Impensis quoque non minimis Generosi viri Francisci Bolani eloquentissimi olim viri Candiani patritii veneti, Venetiis 1489.

### Manoscritti
- De accidentibus mundi summa iudicialis, XV secolo, Milano, Biblioteca Ambrosiana, Fondo manoscritti, ms. A 201 inf.